# Dolchamar
I Dolchamar (lett. "dolce amarezza", AFI: /doltʃaˈmar/), precedentemente noti come Dolcxamar, son un gruppo musicale finlandese. Il gruppo si formò nel 1999 a Londra per iniziativa di Patrick Austin, dopo la sua uscita dai Punaiset Messiaat e la firma del contratto con la francese Vinilkosmo. Il gruppo fonde insieme hip hop e rock con testi in lingua esperanto. Assieme ad un cambio nel gruppo, i Dolcxamar scelsero nel 2003 di cambiare nome in Dolchamar usando un diverso sistema di scrittura per sostituire le lettere con diacritici, per favorire la pronuncia corretta del gruppo.

## Membri
- Patrik Austin (Piechjo) – voce, chitarra acustica
- Hannu Linkola – batteria
- Andrei Dumitrescu – tastiera, melodica
- Sebastian Dumitrescu – basso acustico

## Discografia
- 1999 - Kun ikso
- 2000 - Lingvo intermonda
- 2005 - Rebela Sono
- 2009 - Trejn Tu Noŭer